# SPBLinux
SPBLinux (für St. Petersburg, den Entstehungsort der Software) ist eine extrem kleine historische 32-Bit-Linux-Distribution (je nach Softwareauswahl im einstelligen Megabyte-Bereich), die (bei Installation von einigen Zusatzpaketen, insgesamt knapp 10 MB) sogar eine grafische Benutzeroberfläche mit Webbrowser beinhaltet. Aufgrund seiner Größe ist SPBLinux hauptsächlich für Rettungs-Disketten oder USB-Sticks geeignet. Es gibt zahlreiche Zusatzpakete für unterschiedlichste Anwendungen, zum Beispiel für die Kommunikation mit PDAs und Mobiltelefonen.

## Geschichte
SPBLinux wird vom Schweizer Informatiklehrer Christian Ostheimer entwickelt. Die erste, nach Ostheimers Studienort St. Petersburg benannte Version wurde im Mai 2000 veröffentlicht. Version 2 folgte Ende 2003 und wurde in ebenso großen Abständen weiter entwickelt. Die jüngste verfügbare Version 2.2 von Ende 2008 ist zwar nach wie vor als Vorveröffentlichung aber auch als stabil gekennzeichnet. Die Webseite war zwar auch im Jahre 2021 noch erreichbar, da seit 2008 jedoch keine weitere Version veröffentlicht wurde, kann das Projekt als eingestellt betrachtet werden.

## Smart Boot Manager
Mit SPBLinux wird ein Toolkit mitgeliefert, das ein Booten von einem USB-Stick ermöglicht. Fast alle anderen Kleindistributionen (wie zum Beispiel Damn Small Linux, etwa 50 MB) verwenden für den USB-Boot den SPBLinux-Bootsektor. SPBLinux bringt einen eigens entwickelten Bootmanager mit, den sogenannten „Smart Boot Manager“. Auch für DOS-basierte Systeme ist der Einsatz möglich. Der Smart Boot Manager ist im ersten Block mit dem SPBLinux-Bootsektor an dessen Anfang untergebracht. Indem er Logical Block Addressing (kurz LBA) statt CHS-Adressierung (für Cylinder Head Sector) verwendet, behebt er einige Probleme aufgrund der Unterschiede zwischen der Plattengeometrie, mit der Windows mit dem USB-Stick kommuniziert und der, mit der das BIOS beim Booten auf den Stick zugreift.

## Speicherplatzsparende Realisierung der grafischen Benutzerschnittstelle
Der extrem sparsame Gebrauch von Speicherplatz wird in dieser Linux-Distribution unter anderem auch dadurch möglich, dass anstelle des schwergewichtigen X-Window-Systems auf ein Client-Server-System verzichtet wird und die grafische Benutzeroberfläche samt Grafikanwendungen auf dem Framebuffer ausgeführt wird. Dies geschieht, indem die in C geschriebene Softwarebibliothek DirectFB genutzt wird.